# بوقايد
بوقايد بلدية تابعة لدائرة الأزهرية ولاية تيسمسيلت تقع بين الأربعاء وَلرجام يقطنها حوالي 23000 نسمة،  كانت تسمى (بالفرنسية: Molière)‏ نسبة لضابط فرنسي كان في وقت الاستعمار وهي منطقة ساحرة في قلب الونشريس.

## معرض

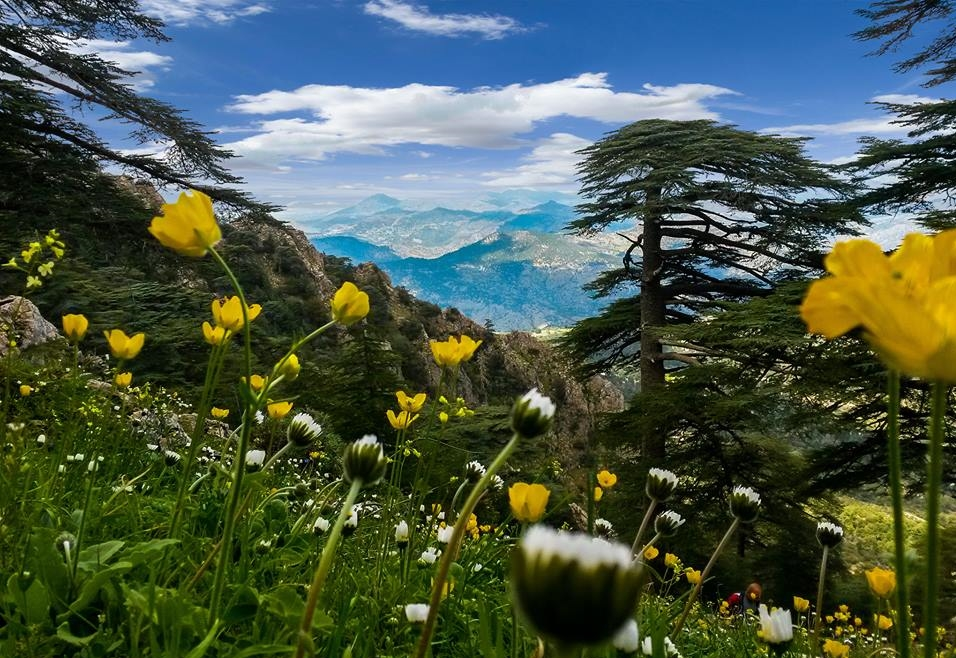
غَابَة عَيْنْ عَنْتَرْ
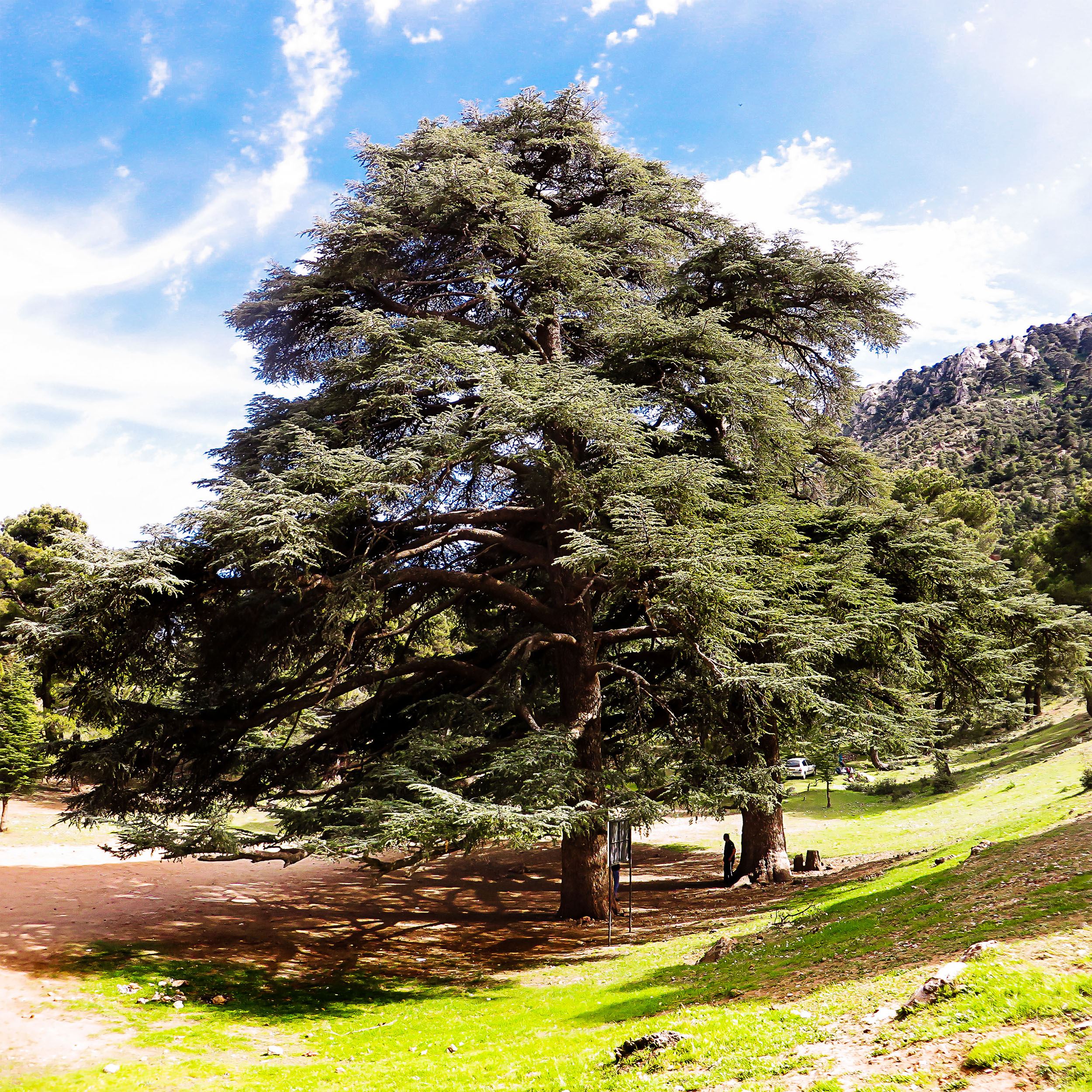
شجرتَا السُّلْطان وَالسُّلْطانة المتعانقتيْنِ ، مِن أَقدَم أَشجَار الأُرز فِي الأطلس التلي